# مهمة الدعم الحازم

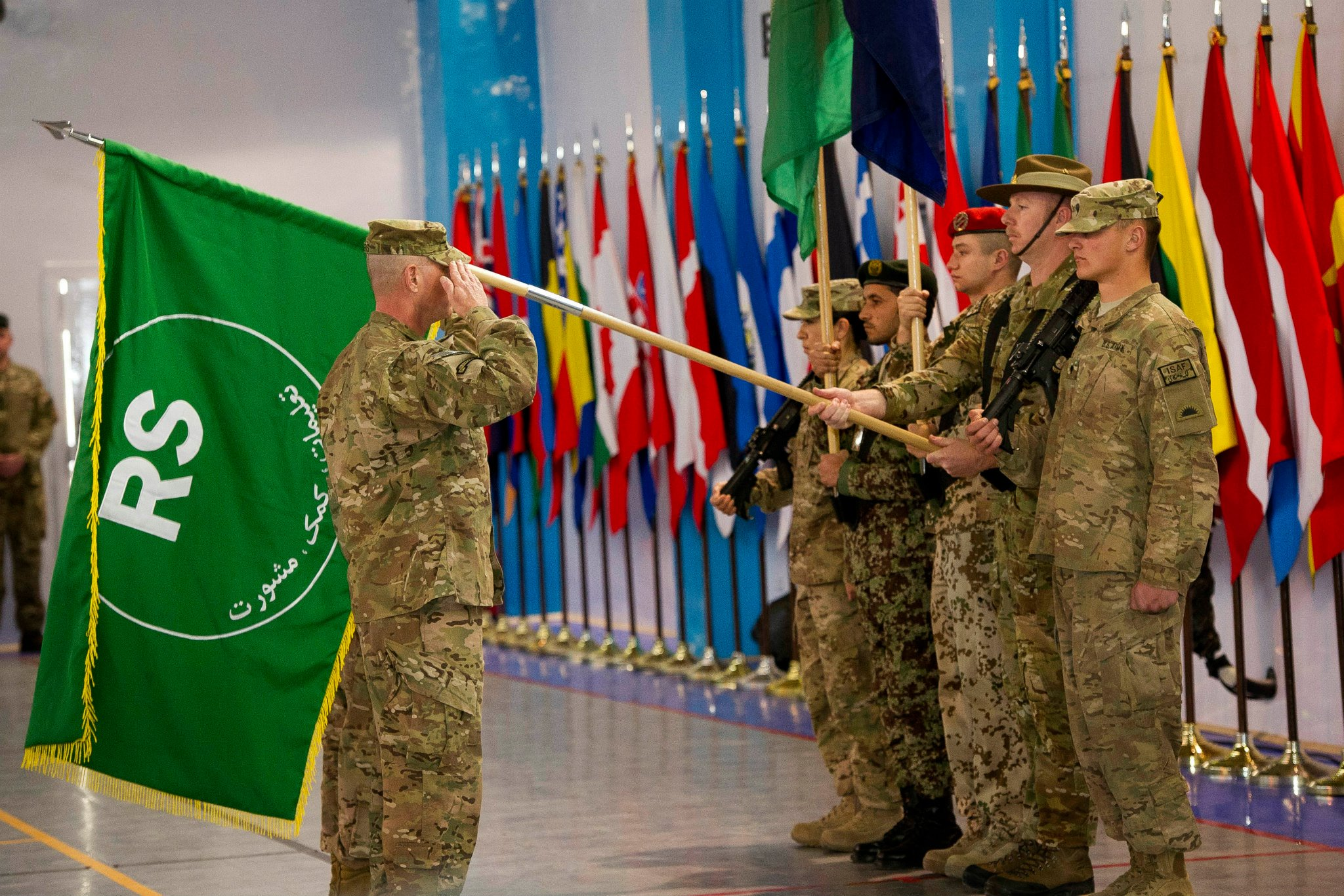
حفل تغيير المهمة من إيساف إلى الدعم الحازم ، 28 ديسمبر 2014 ، في كابول

مهمة الدعم الحازم أو عملية الدعم الحازم عبارة عن مهمة تدريب وتقديم المشورة والمساعدة بقيادة الناتو وتتألف من حوالي 7772 من قوات التحالف في أفغانستان، والتي بدأت في 1 يناير 2015. كانت مهمة متابعة لقوة المساعدة الأمنية الدولية (إيساف) التي اكتملت في 28 ديسمبر 2014.
في 14 أبريل 2021، أعلن الناتو أن RSM ستنفذ سحبًا للقوات العاملة في إطار المهمة بحلول 1 مايو، و حُل الدعم الحازم في 12 يوليو 2021.